# Ilia Frank
Ilia Mihailovici Frank (în rusă Илья́ Миха́йлович Франк; n. 10/23 octombrie 1908, Sankt Petersburg, Imperiul Rus – d. 22 iunie 1990, Moscova, RSFS Rusă, URSS) a fost un fizician sovietic, laureat al Premiului Nobel pentru Fizică în 1958 împreună cu Pavel Alexeevici Cerenkov și Igor Tamm, tot din Uniunea Sovietică. Meritul lui Frank a constat în explicarea fenomenului de radiație Cerenkov.